# Selles-sur-Nahon
Selles-sur-Nahon ist eine französische Gemeinde mit 62 Einwohnern (Stand: 1. Januar 2022) im Département Indre in der Region Centre-Val de Loire. Sie gehört zum Kanton Valençay im Arrondissement Châteauroux. Die Einwohner werden Sellois genannt.

## Geographie
Die Gemeinde Selles-sur-Nahon liegt am Nahon, etwa 33 Kilometer nordwestlich von Châteauroux. 
Sie grenzt im Norden an Jeu-Maloches, im Nordosten und Osten an Gehée, im Südosten und Süden an Frédille, im Süden und Südwesten an Pellevoisin sowie im Westen und Nordwesten an Heugnes. 

## Bevölkerungsentwicklung
| Jahr                       | 1962 | 1968 | 1975 | 1982 | 1990 | 1999 | 2006 | 2013 | 2020 |
| Einwohner                  | 134  | 120  | 108  | 101  | 89   | 72   | 57   | 72   | 63   |
| Quellen: Cassini und INSEE |      |      |      |      |      |      |      |      |      |

## Sehenswürdigkeiten
- Kapelle Saint-Genou